# Hydrangea longifolia
Hydrangea longifolia är en hortensiaväxtart som beskrevs av Bunzo Hayata. Hydrangea longifolia ingår i släktet hortensior, och familjen hortensiaväxter. Inga underarter finns listade i Catalogue of Life.